# .gl
.gl is het achtervoegsel van domeinen van websites uit Groenland. Het achtervoegsel wordt onder andere gebruikt door de URL-verkortingsservice van Google (goo.gl).